# Капокели (Бергамо)
Капокели је насеље у Италији у округу Бергамо, региону Ломбардија.
Према процени из 2011. у насељу је живело 21 становника. Насеље се налази на надморској висини од 483 м.